# Trakt Pamięci Męczeństwa i Walki Żydów w Warszawie

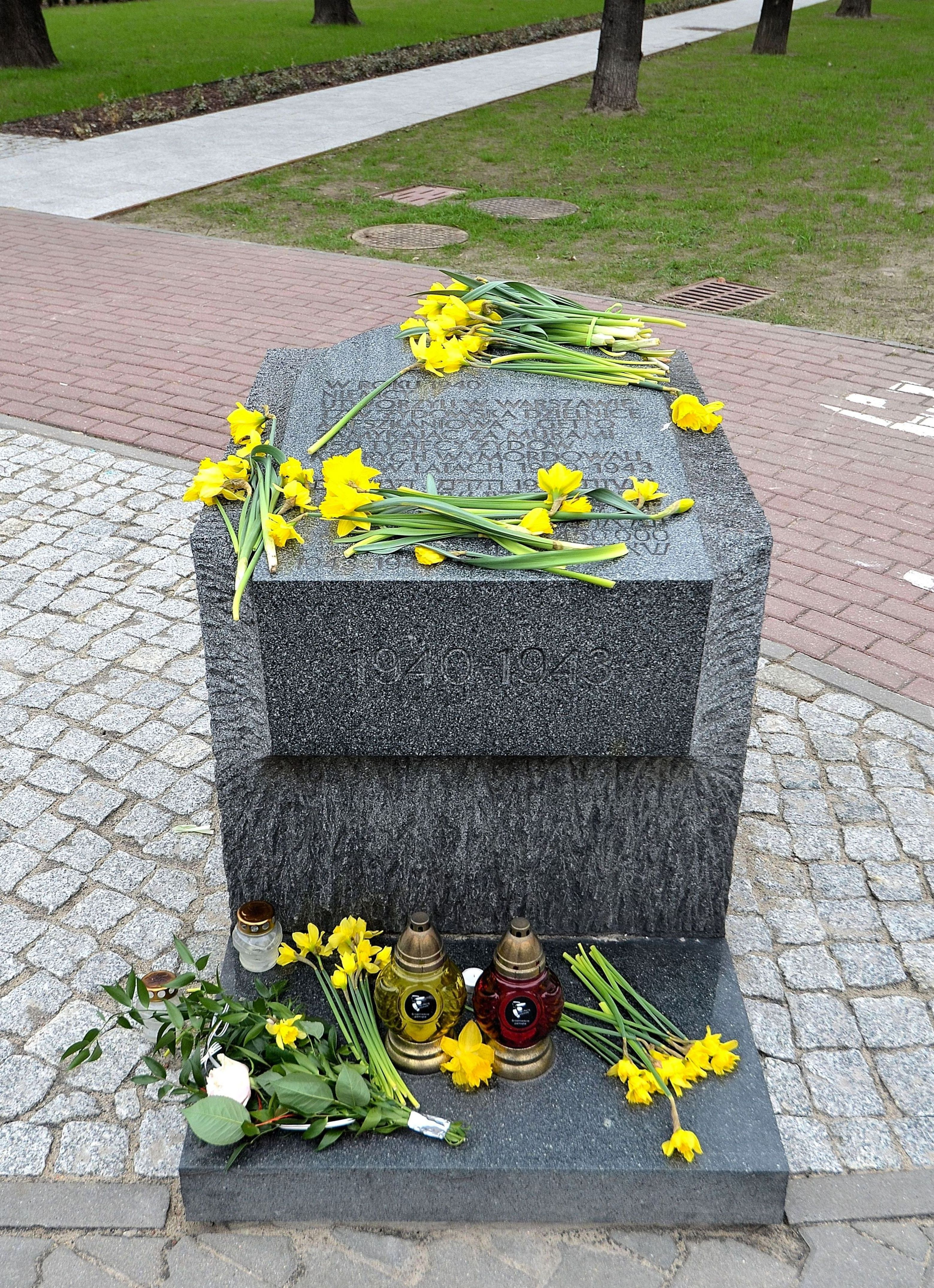
Rozpoczynający Trakt blok na rogu ulic Zamenhofa i Anielewicza

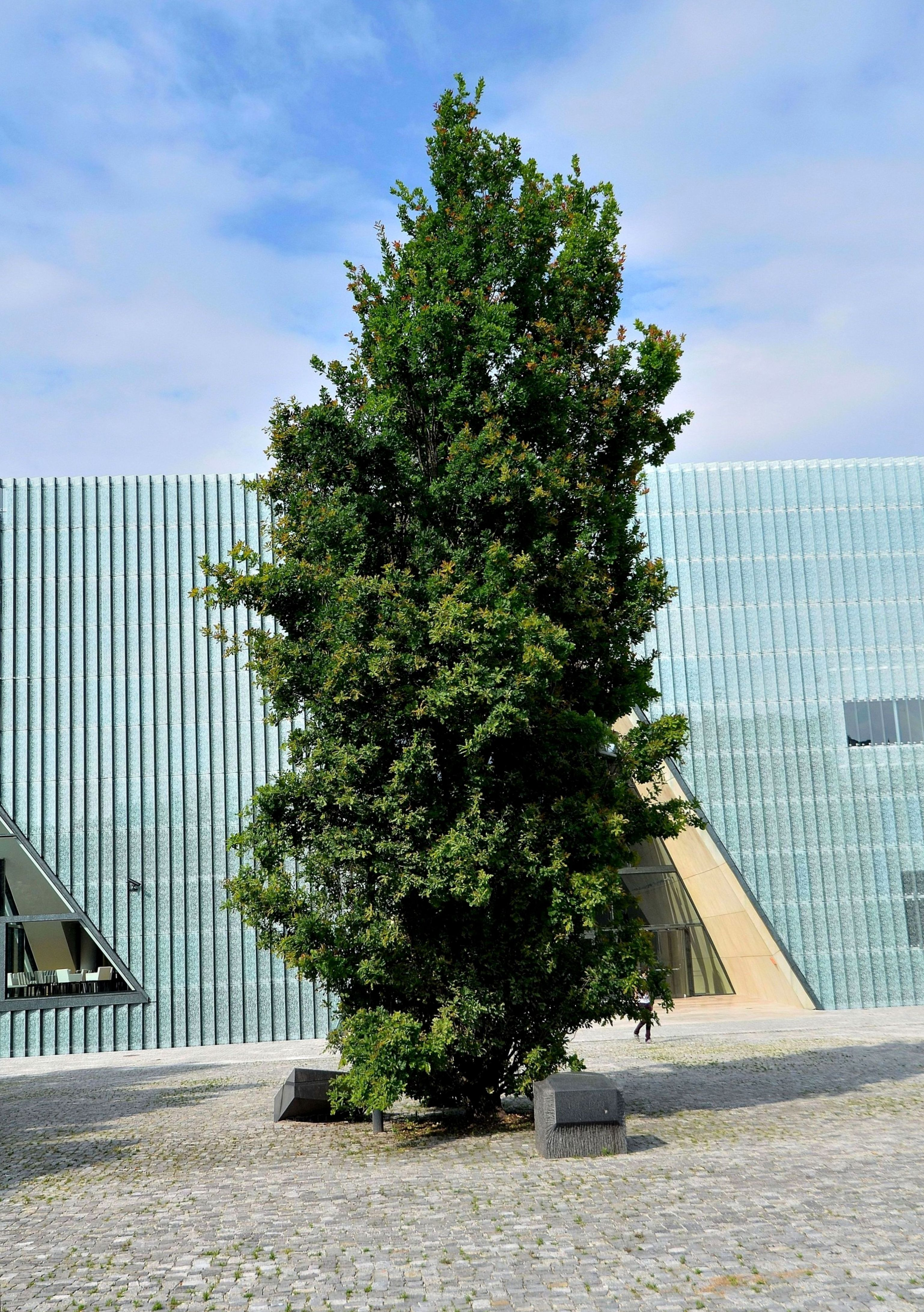
Drzewo Wspólnej Pamięci Polaków i Żydów, z lewej strony pomnik Żegoty, z prawej − jeden ze sjenitowych bloków Traktu; widoczna fasada i główne wejście do Muzeum Historii Żydów Polskich

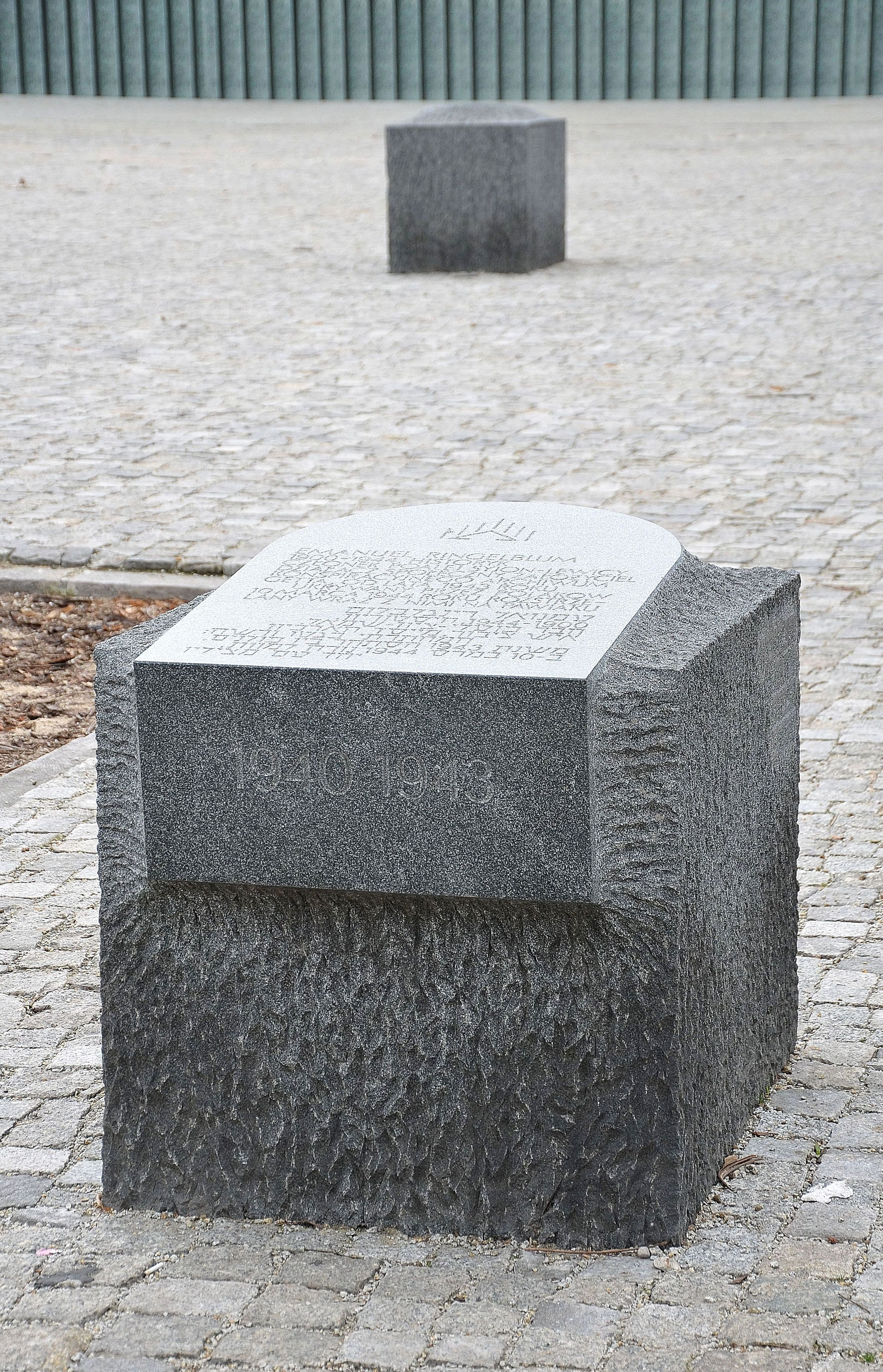
Bloki po północnej stronie pomnika Bohaterów Getta

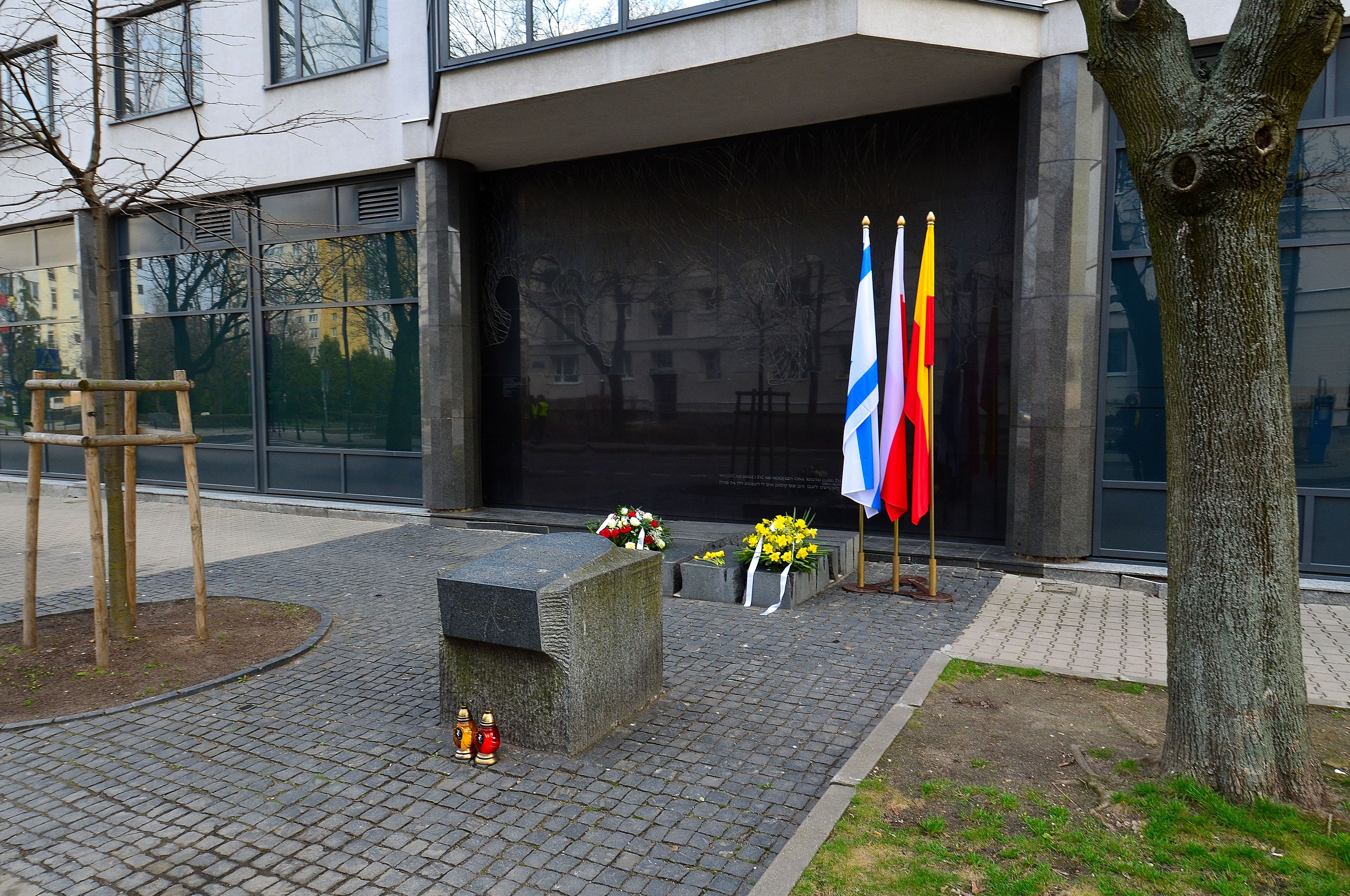
pomnik Szmula Zygielbojma i upamiętniający go kamienny blok Traktu przy ulicy Zamenhofa

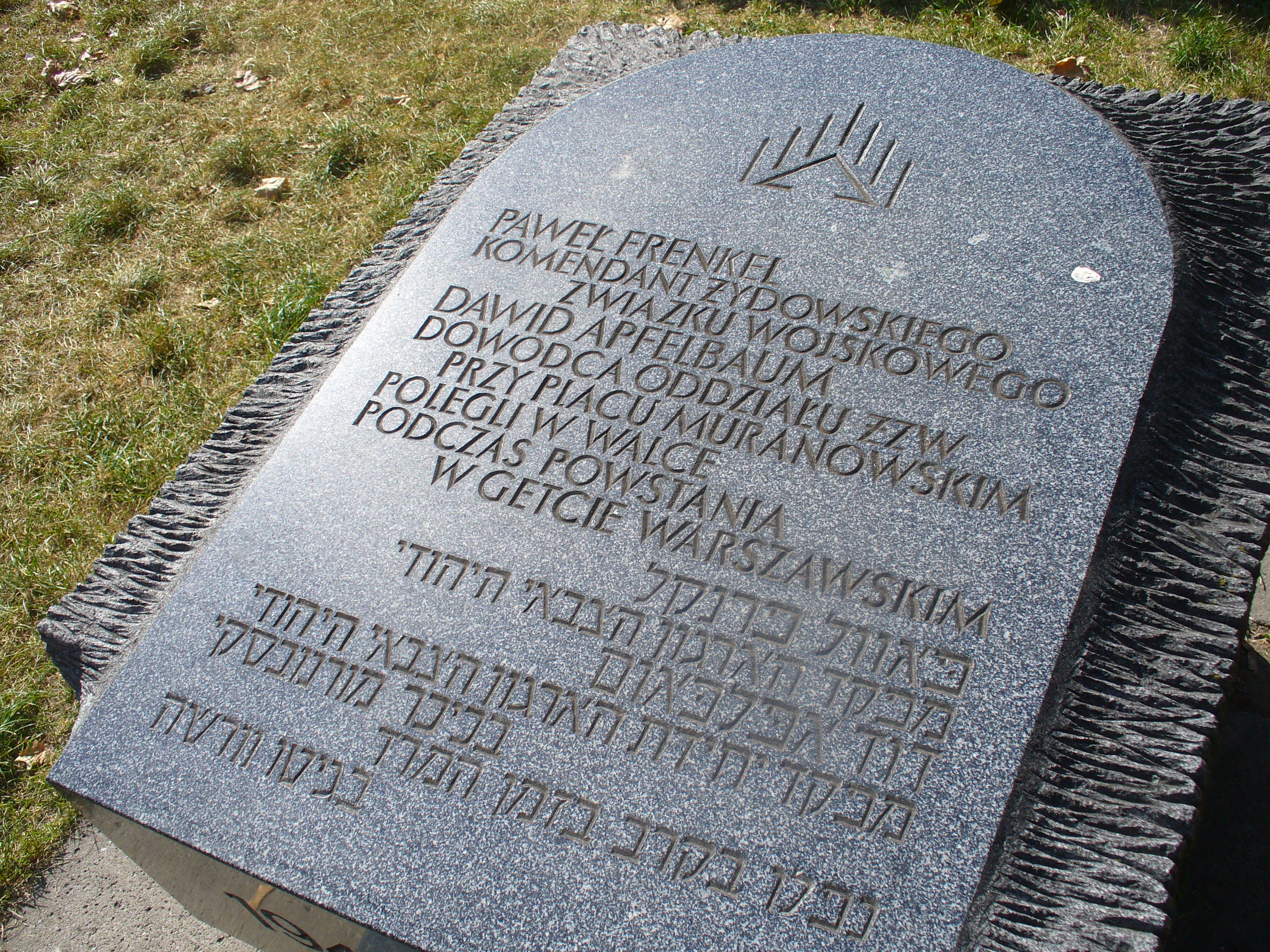
Napis na bloku przy ul. Dubois upamiętniającym Pawła Frenkla i Dawida Apfelbauma

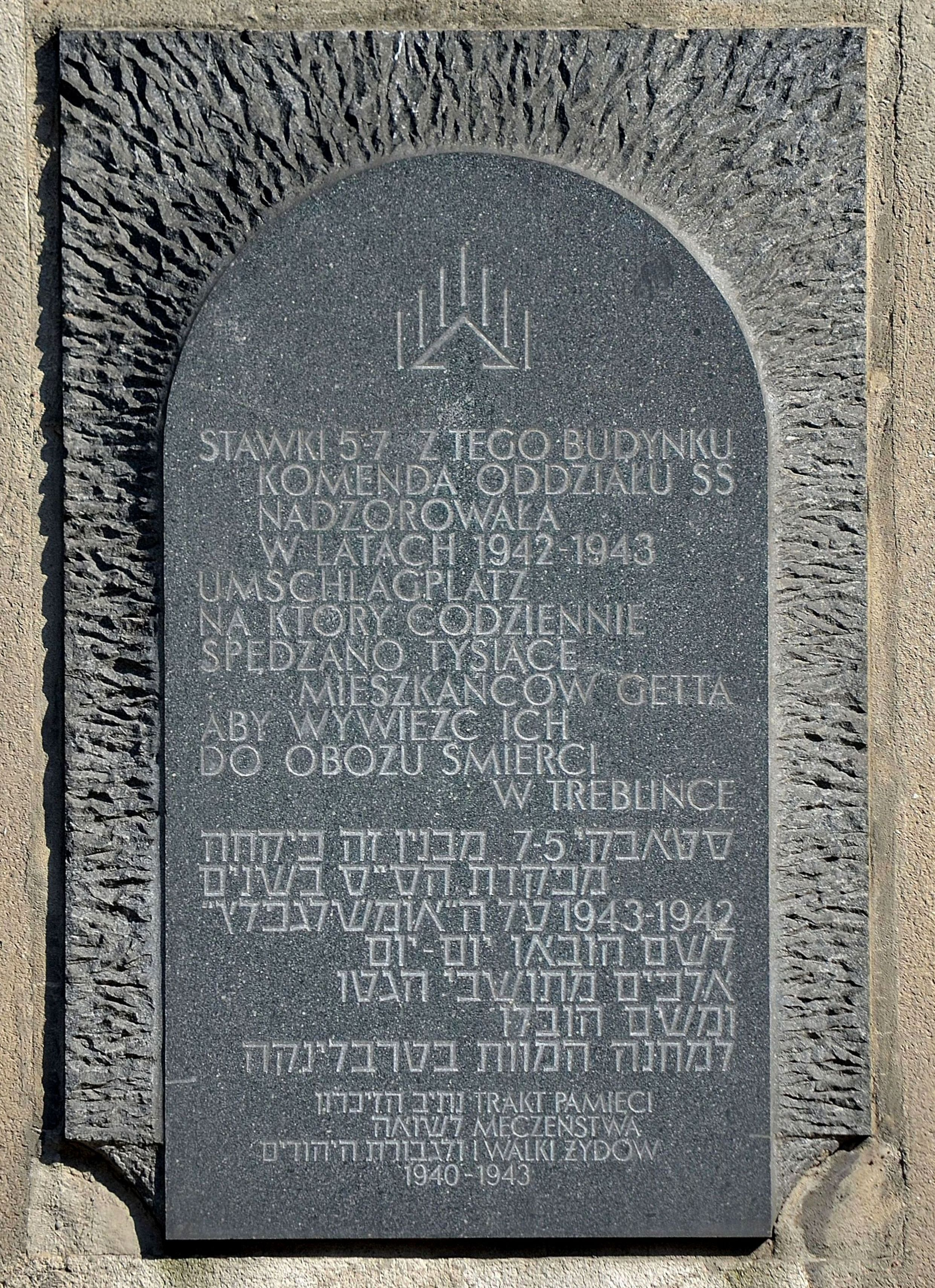
Tablica pamiątkowa na budynku przy ulicy Stawki 5/7

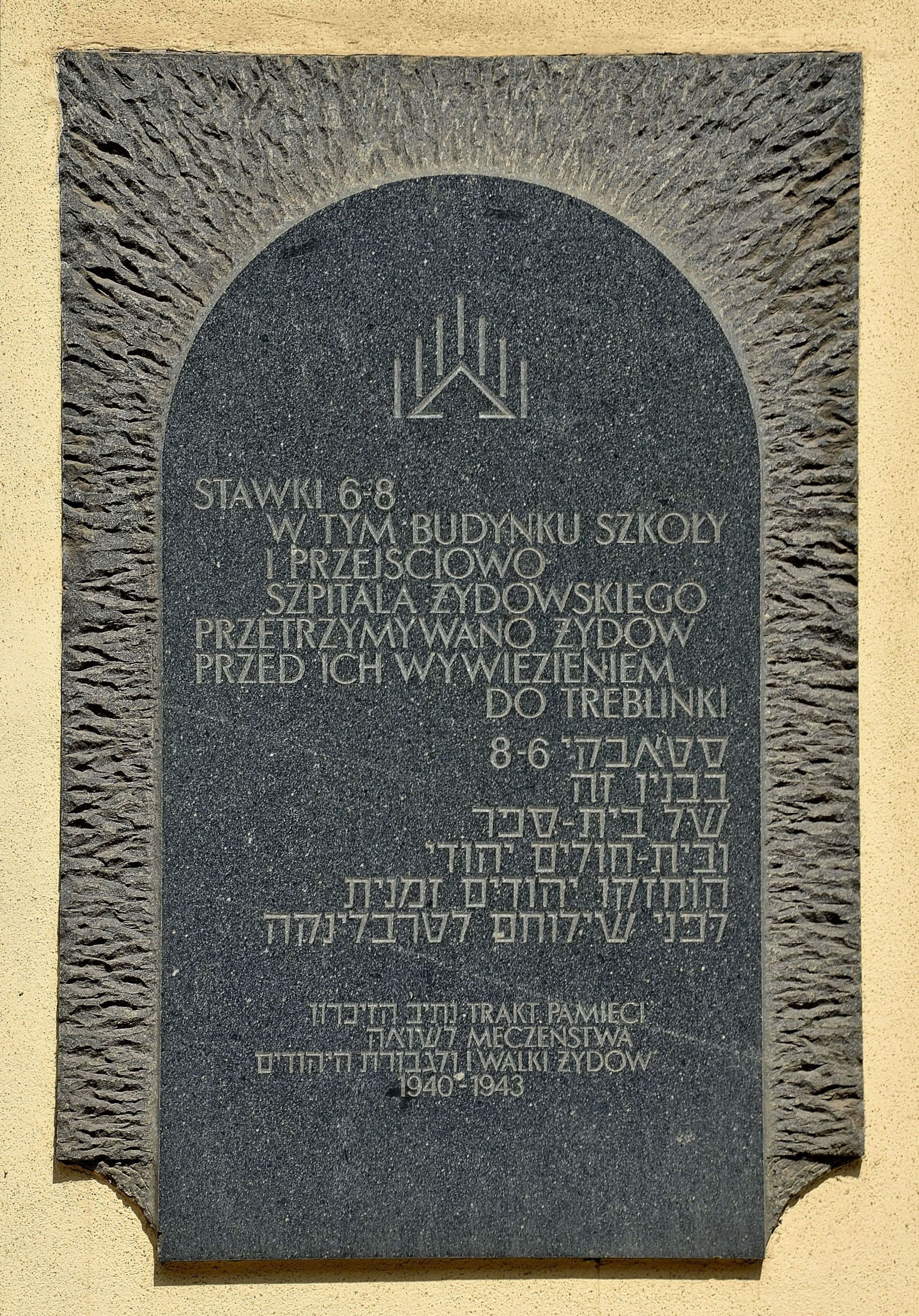
Tablica pamiątkowa na budynku przy ulicy Stawki 10

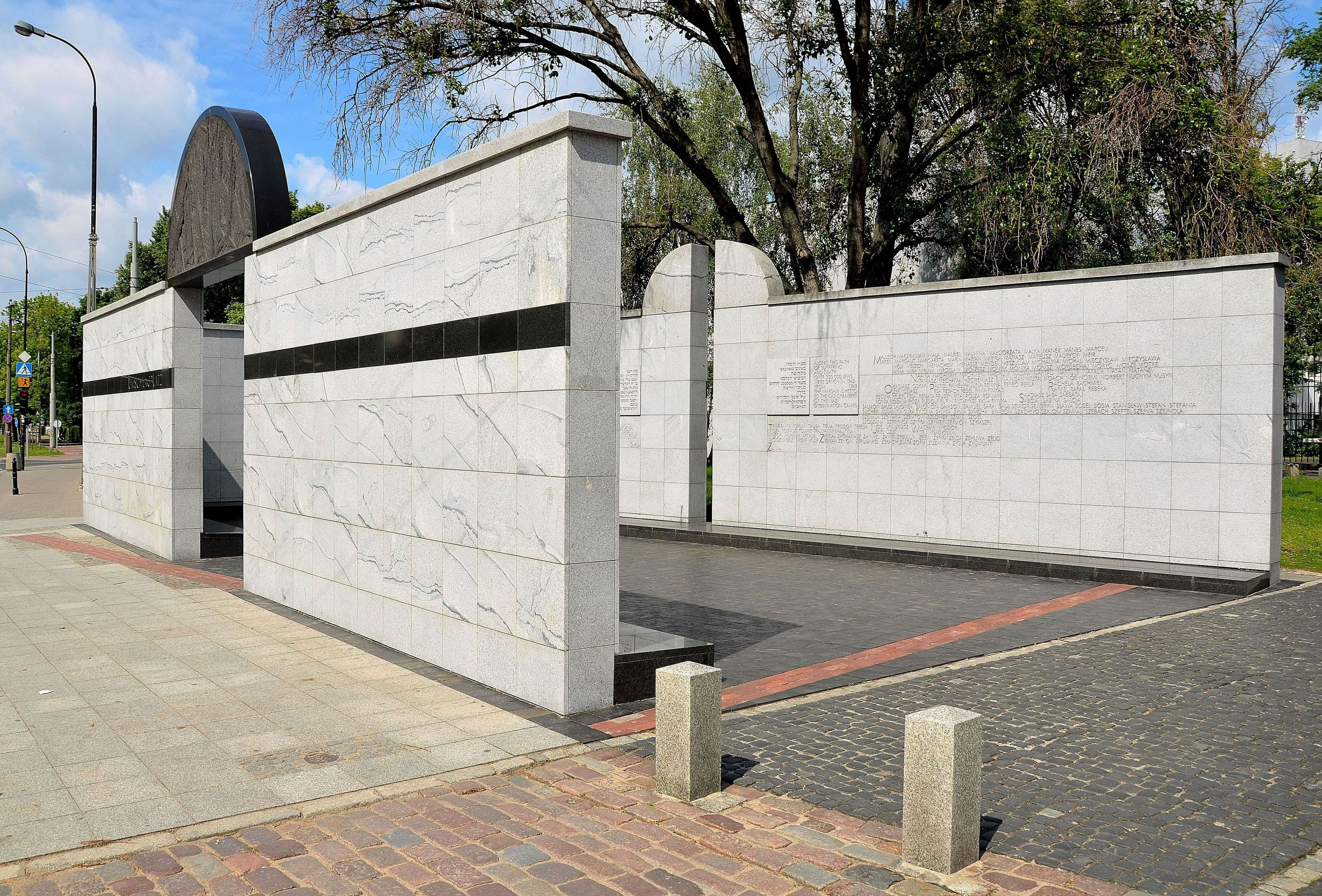
Pomnik Umschlagplatz

Trakt Pamięci Męczeństwa i Walki Żydów – zespół kamiennych form pamiątkowych, rozmieszczonych na warszawskim Muranowie i upamiętniających miejsca, wydarzenia i ludzi związanych z gettem warszawskim.
Trakt tworzy integralną całość wraz z wcześniej wzniesionymi: pomnikiem Bohaterów Getta i Kopcem Anielewicza.

## Historia
Trakt Pamięci Męczeństwa i Walki Żydów w Warszawie powstał w latach 1988–1989 według projektu Zbigniewa Gąsiora, Stanisława Jankowskiego i Marka Moderaua. Został uzupełniony o kolejne obiekty w 1995 i 1997.
Trakt rozpoczyna się przy pomniku Bohaterów Getta, następnie prowadzi ulicami Zamenhofa i Dubois do Kopca Anielewicza, a kończy się na ul. Stawki, przy będącym częścią Traktu Pomniku Umschlagplatz.
Trakt Pamięci tworzy ciąg 22 kamiennych form pamiątkowych (17 bloków, 1 obelisk, 1 płyta, 2 tablice i 1 pomnik) usytuowanych wzdłuż ulic Zamenhofa, Dubois i Stawki. Kamienne bloki (85 × 80 × 100 cm) wykonano z czarnego sjenitu. Na górnej płaszczyźnie każdego z nich widnieją inskrypcje w języku polskim i hebrajskim, wyryte na tablicach w kształcie macewy z rysunkiem siedmioramiennego świecznika – menory. Na ścianie przedniej bloków umieszczona jest data „1940-1943”, która wskazuje okres istnienia getta w Warszawie. Na lewej bocznej ścianie widnieje napis w języku polskim „Trakt Pamięci Męczeństwa i Walki Żydów”. Ten sam tekst w języku hebrajskim znajduje się na drugiej bocznej ścianie każdego bloku.
Odsłonięcie Traktu odbyło się 18 kwietnia 1988, w przeddzień 45. rocznicy wybuchu powstania w getcie warszawskim.

## Trasa Traktu
Trakt symbolicznie rozpoczynają i kończą dwa bloki umieszczone na rogu ulic Zamenhofa i Anielewicza oraz u zbiegu ulic Stawki i Dzikiej, które informują o utworzeniu warszawskiego getta w 1940. Wyznaczają one w linii prostej dawny bieg ulicy Zamenhofa, którą prowadzono Żydów na Umschlagplatz, skąd byli wywożeni i mordowani w obozie śmierci w Treblince.
Na placu wokół pomnika Bohaterów Getta znajdują się cztery sjenitowe bloki i jeden obelisk. Dwa bloki, umieszczone niesymetrycznie po obu stronach monumentu, informują o powstaniu w getcie.
W ramach obchodów 45. rocznicy wybuchu powstania w getcie na placu przed pomnikiem zasadzono dąb piramidalny (Quercus robur Fastigiata) – Drzewo Wspólnej Pamięci Polaków i Żydów, któremu poświęcono znajdujący się obok blok sjenitowy. Przy dębie 27 września 1995 Władysław Bartoszewski odsłonił obelisk Żegoty zaprojektowany przez Hannę Szmalenberg i Marka Moderau. Czwarty blok znajdujący się na placu upamiętnia Emanuela Ringelbluma i rozpoczyna ciąg bloków dedykowanych bojownikom Żydowskiej Organizacji Bojowej i Żydowskiego Związku Wojskowego oraz działaczom społecznym w getcie.
Przy ulicy Zamenhofa, po obu stronach ulicy Lewartowskiego, znajdują się bloki poświęcone pamięci Józefa Lewartowskiego i Michała Klepfisza. W dalszym biegu ulicy Zamenhofa, po jej wschodniej stronie, znajduje się blok sjenitowy upamiętniający Szmula Zygielbojma. 22 lipca 1997 odsłonięto tutaj pomnik Szmula Zygielbojma wykonany według projektu Marka Moderau. Składa się on z popękanego szarego granitu położonego na chodniku oraz ściany z polerowanego czarnego kamienia, umieszczonej w elewacji budynku. Na ścianie widnieje napis w językach polskim i hebrajskim, który jest fragmentem listu pożegnalnego Szmula Zygielbojma przed popełnieniem samobójstwa.
Na rogu ulic Zamenhofa i Miłej znajduje się blok sjenitowy poświęcony Arie Wilnerowi, a po przekroczeniu ul. Miłej – blok poświęcony Mordechajowi Anielewiczowi. Za Kopcem Anielewicza, na trawnikach wzdłuż ul. Dubois, zostały umieszczone dwa kolejne bloki: pierwszy dedykowany Meirowi Majerowiczowi, drugi – Pawłowi Frenklowi i Dawidowi Apfelbaumowi. Przy skrzyżowaniu ulic Dubois i Niskiej ustawiono blok poświęcony Frumce Płotnickiej, a dalej na ul. Dubois – Icchakowi Nyssenbaumowi.
Na rogu ulic Dubois i Stawki znajduje się blok poświęcony pamięci Janusza Korczaka. Następnie Trakt skręca w lewo w ulicę Stawki i ciąg bloków dedykowanych osobom związanym z gettem kończy blok upamiętniający poetę Icchaka Kacenelsona.
Na ścianie budynku przy ul. Stawki 5/7 (obecnie Wydział Psychologii Uniwersytetu Warszawskiego) oraz na ścianie budynku ul. Stawki 10 (obecnie Zespół Szkół Licealnych i Ekonomicznych nr 1 oraz Collegium – Szkoły Policealne) zostały umieszczone tablice pamiątkowe związane z deportacją Żydów do Treblinki. Tablice mają kształt macewy z wyrytą menorą i napisami w języku polskim i hebrajskim. Za budynkiem przy ul. Stawki 10 znajduje się pomnik Umschlagplatz.

## Lokalizacje i opis elementów Traktu
| Lokalizacja                                                                        | Napis (pisownia oryginalna) |
| ---------------------------------------------------------------------------------- | --- |
| Ulica Zamenhofa róg Anielewicza                                                    | W roku 1940 Niemcy utworzyli w Warszawie tzw. „Żydowską Dzielnicę Mieszkaniową” – getto zamykając za murami 450 tys. Żydów których wymordowali w latach 1940–1943 |
| Plac przy pomniku Bohaterów Getta                                                  | Od 19 kwietnia do 15 maja 1943 roku trwało powstanie w getcie warszawskim bohaterska walka bojowników żydowskich o godność człowieka |
| Plac przy pomniku Bohaterów Getta                                                  | Drzewo Wspólnej Pamięci Żydom polskim zamordowanym w latach 1939–1945 przez hitlerowskiego najeźdźcę i Polakom którzy zginęli niosąc Żydom pomoc Polacy i Żydzi 19 kwietnia 1988 roku w 45 rocznicę wybuchu powstania w getcie warszawskim                                                         |
| Plac Bohaterów Getta Warszawskiego (przy pomniku Bohaterów Getta) (obelisk Żegoty) | 1942 Żegota 1945 Organizacja utworzona przez Polskie Państwo Podziemne dla ratowania Żydów w czasach Holocaustu wśród jej podobnych działających w okupowanej Europie, była jedyną finansowaną przez swój Rząd, Rząd Rzeczypospolitej Polskiej na Uchodźstwie. Dar amerykańskich przyjaciół Żegoty |
| Plac Bohaterów Getta Warszawskiego (przy pomniku Bohaterów Getta)                  | Od 19 kwietnia do 15 maja 1943 roku trwało powstanie w getcie warszawskim bohaterska walka bojowników żydowskich o godność człowieka |
| Plac Bohaterów Getta Warszawskiego (przy pomniku Bohaterów Getta)                  | Emanuel Ringelblum 1900–1944, historyk członek Poalej Syjon – Lewicy, działacz społeczny, założyciel konspiracyjnego archiwum getta, od lata 1943 roku ukrywany przez Polaków 10 marca 1944 roku rozstrzelany wraz z nimi na Pawiaku                                                               |
| Ulica Zamenhofa róg Lewartowskiego                                                 | Józef Lewartowski 1895-1942, pełnomocnik KC PPR w Dzielnicy Żydowskiej, współtwórca i przywódca bloku antyfaszystowskiego; zastrzelony w getcie. Odznaczony pośmiertnie Krzyżem Grunwaldu III klasy                                                                                                |
| Ulica Zamenhofa róg Lewartowskiego                                                 | Michał Klepfisz 1913-1943, działacz Bundu, członek Żydowskiej Organizacji Bojowej, zginął w drugim dniu powstania w getcie warszawskim. Odznaczony pośmiertnie Krzyżem Virtuti Militari V klasy |
| Ulica Lewartowskiego 6 (od strony ulicy Zamenhofa)                                 | Szmul Zygielbojm 1895-1943, przedstawiciel Bundu w Radzie Narodowej R.P. w Londynie; na znak protestu wobec bierności rządów państw sprzymierzonych w obliczu zagłady Żydów w getcie warszawskim 12 maja 1943 odebrał sobie życie                                                                  |
| Ulica Lewartowskiego 6 (od strony ulicy Zamenhofa) (pomnik Szmula Zygielbojma)     | „Milczeć nie mogę i żyć nie mogę, gdy giną resztki ludu żydowskiego w Polsce...” Szmul M. Zygielbojm 11 maja 1943 Londyn |
| Ulica Zamenhofa róg Miłej                                                          | Arie Wilner „Jurek” 1917-1943, członek Haszomer Hacair, łącznik między Żydowską Organizacją Bojową a Armią Krajową, uczestnik powstania w getcie, zginął 8 maja 1943 w bunkrze dowództwa; odznaczony pośmiertnie Krzyżem Virtuti Militari V klasy                                                  |
| Ulica Dubois róg Miłej                                                             | Mordechaj Anielewicz 1919-1943, członek Haszomer Hacair, komendant Żydowskiej Organizacji Bojowej, przywódca powstania w getcie 8 maja 1943 roku w otoczonym przez Niemców bunkrze dowództwa wraz ze swym sztabem odebrał sobie życie; odznaczony pośmiertnie Krzyżem Grunwaldu III klasy          |
| Ulica Dubois                                                                       | Meir Majerowicz „Marek” 1911–1943, członek Poalej-Syjon CS, w powstaniu w getcie komendant grupy Żydowskiej Organizacji Bojowej, odznaczony pośmiertnie Krzyżem Walecznych |
| Ulica Dubois                                                                       | Paweł Frenkel komendant Żydowskiego Związku Wojskowego Dawid Apfelbaum dowódca oddziału ŻZW przy placu Muranowskim Polegli w walce podczas powstania w getcie warszawskim |
| Ulica Dubois róg Niskiej                                                           | Frumka Płotnicka 1914–1943, łączniczka Żydowskiej Organizacji Bojowej na terenie kraju, współorganizatorka samoobrony w gettach Warszawy, Sosnowca i Będzina, gdzie zginęła broniąc się w bunkrze; odznaczona pośmiertnie Krzyżem Grunwaldu III klasy                                              |
| Ulica Dubois                                                                       | Icchak Nyssenbaum 1868-1942, rabin. Przywódca religijno-syjonistycznego stronnictwa Mizrachi w Polsce, członek ruchu konspiracyjnego w getcie warszawskim; zamordowany w Treblince |
| Ulica Dubois róg Stawki                                                            | Janusz Korczak (Henryk Goldszmidt) 1878–1942, pedagog, pisarz lekarz zginął z dziećmi swojego sierocińca których nie opuścił w ich ostatniej drodze przez Umschlagplatz do komór gazowych w Treblince                                                                                              |
| Ulica Stawki                                                                       | Icchak Kacenelson 1886–1944 poeta, tworzył w językach hebrajskim i żydowskim Autor – „Pieśni o zamordowanym żydowskim narodzie” Zginął w obozie Auschwitz–Oświęcim |
| Ulica Stawki 5/7                                                                   | Stawki 5–7 z tego budynku komenda oddziału SS nadzorowała w latach 1942–1943 Umschlagplatz, na który codziennie spędzano tysiące mieszkańców getta, aby wywieźć ich do obozu śmierci w Treblince                                                                                                   |
| Ulica Stawki 10                                                                    | Stawki 6–8 w tym budynku szkoły i przejściowo szpitala żydowskiego przetrzymywano Żydów przed ich wywiezieniem do Treblinki |
| Ulica Stawki (pomnik Umschlagplatz)                                                | Tą drogą cierpienia i śmierci w latach 1942–1943 z utworzonego w Warszawie getta przeszło do hitlerowskich obozów zagłady ponad 300 tys. Żydów |
| Ulica Stawki róg Dzikiej                                                           | W roku 1940 Niemcy utworzyli w Warszawie tzw. „Żydowską Dzielnicę Mieszkaniową” – getto zamykając za murami 450 tys. Żydów których wymordowali w latach 1940-1943 |

## Ocena artystyczna Traktu
W sensie artystycznym Trakt uosabia koncepcję formy otwartej Oskara Hansena. Jak wskazał Henryk Drzewiecki: 

Warszawa ma nowy zespół pomnikowy, który jako fragment symbolicznej przestrzeni miasta jest dziełem pierwszorzędnym, dziełem znaczącym, a zarazem godnym Warszawy i jej obywateli. (…) Otóż jego autentyzm i siła przekonywania wynika z odniesień do przeszłości – tragedii polskich Żydów, a także do przyszłości – nadziei i woli życia. Jest on znakiem, który przez swą symbolikę i ponadczasowe formy utrwala kształt ludzkich znaczeń i człowieczej doli: znakiem, w którym współistnieją odświętność i codzienność ludzkiej egzystencji(..)